# Momordica cissoides
Momordica cissoides är en gurkväxtart som beskrevs av Jules Émile Planchon och George Bentham. Momordica cissoides ingår i släktet Momordica och familjen gurkväxter. Inga underarter finns listade i Catalogue of Life.